# Google (пошуковик)
Google Search, або Google (МФА: [ˈɡuːɡəl], MWCD /ˈgü-gəl/, укр. гугл) — найбільша пошукова система, що належить копанії Google LLC, яка в свою чергу, входить до міжнародного конгломерату компаній Alphabet Inc..
Перша за популярністю (79,65 %), обробляє 41 млрд 345 млн запитів в місяць (частка ринку 62,4 %), може знаходити інформацію 195 мовами.
Підтримує пошук у документах форматів PDF, RTF, PostScript, Microsoft Word, Microsoft Excel, Microsoft PowerPoint та інших.

## Історія створення
Пошукова система Google була створена як навчальний проект студентів Стенфордського університету Ларрі Пейджа і Сергія Бріна. Вони у 1996 році працювали над пошуковою системою BackRub, а у 1998 році на її основі створили нову пошукову систему Google.
Хоча корпорація була заснована 2 вересня 1998 року, а домен Google.com зареєстрований 15 вересня 1997 року, пошуковик (з 2000 року) іноді відзначає свій день народження і в інший день: як 7, так і 27 вересня.
Назва Google походить від ненавмисне перекрученого Сергієм Бріном слова гугол (googol), яке означає «десять у сотому степені» — 10100.

## Індексація сайтів
Пошуковий робот Google має User Agent — Googlebot (Пошуковий робот), який є основним роботом, що сканує вміст сторінки для пошукового індексу. Крім нього існують ще декілька спеціалізованих роботів:
- Googlebot-Mobile — робот, що індексує сайти для мобільних пристроїв;
- Google Search Appliance (Google) gsa-crawler[12] — пошуковий робот нового апаратно-програмного комплексу Search Appliance;
- Googlebot-Image — робот, що сканує сторінки для індексу картинок;
- Mediapartners-Google — робот, що сканує контент сторінки для визначення вмісту AdSense;
- Adsbot-Google — робот, що сканує контент для оцінки якості цільових сторінок AdWords;
- Googlebot-News — робот, що сканує сторінки для безкоштовного агрегатору новин Google Новини.

Існує теорія ефекту пісочниці, яка стверджує, що сайти, які мають нові доменні імена, часті зміни власників або неймсерверів, розміщують у «пісочницю» (зону очікування) і вони перебувають там, поки механізм Google не вважатиме сайт готовим з неї вийти.
Також існує зворотна теорія, яка називається «бонус новачка», у якій при первісній індексації сайту, у силу деяких аспектів (наприклад декількох посилань з авторитетних ресурсів), сайту відразу присвоюється високий PageRank і хороші місця у пошуковій видачі. Після закінчення деякого часу, після зняття цього ефекту сайту присвоюються його реальні показники.

### Непроіндексована інформація
Незважаючи величезну кількість проіндексованої інформації, існує також велика кількість даних онлайн, доступних за допомогою запитів, а не посилань. Це так звана невидима або глибинна мережа, яку не охоплює Google та інші пошукові системи. У глибинній мережі містяться бібліотечні каталоги, офіційні законодавчі документи урядів, телефонні книги та інша інформація.

### Проблеми з авторськими правами та приватністю
KaZaA і Церква саєнтології використовували Закон про авторське право у цифрову епоху (DMCA), щоб зажадати від Google видалити посилання на матеріали на їх сайтах, нібито захищені авторським правом. Google за законом зобов'язаний видалити ці посилання, але замість того, щоб прибрати результати пошуку, воліє зв'язати результати зі скаргами, які подали ці організації.
The New York Times скаржилася на те, що кешування їх змісту пошуковим роботом — особливість, яка використовується пошукачами, у тому числі Google Web Search, порушує авторські права. Google дотримується стандартних Інтернет-прийомів для запитів про відключення кешування за допомогою файлу robots.txt — стандартного механізму, що дозволяє адміністраторам вебсайту вимагати виключення свого сайту або його частини з результатів пошуку — або через мета-теги, що дозволяють редактору контенту вказати, чи можна індексувати або архівувати документ і чи можна проходити за посиланням у документі. Окружний суд США штату Невада ухвалив, що кеші компанії Google не порушують авторських прав згідно з американським законодавством у справах Field v. Google і Parker v. Google.

## Алгоритм ранжування
Метатег Keywords не враховується при ранжуванні сайтів.

### PageRank
Google використовує алгоритм розрахунку авторитетності PageRank. PageRank є одним з допоміжних чинників при ранжуванні сайтів у результатах пошуку. PageRank не єдиний, але дуже важливий спосіб визначення положення сайту у результатах пошуку Google. Google використовує показник PageRank знайдених за запитом сторінок, щоб визначити порядок видачі цих сторінок відвідувачу у результатах пошуку.
PageRank добре співвідноситься з поняттями важливості інформації для людини. На додаток до PageRank, Google сворив багато інших секретних критеріїв для визначення рейтингу сторінок у списках результатів. За деякою інформацією, таких критеріїв більше 250, що дозволяє Google зберігати перевагу над своїми конкурентами у всьому світі.

### Оптимізація для Google
Оскільки Google є найпопулярнішою пошуковою системою, багато вебмайстрів прагнуть впливати на рейтинги свого сайту в Google. Виникла ціла індустрія консультантів, щоб допомогти вебсайтам підвищити свої рейтинги в Google та інших пошукових системах. Ця сфера, що називається оптимізацією для пошукових систем, намагається віднайти шаблони у списках пошукових систем, а потім розробити методологію для покращення рейтингу, щоб залучити більшу кількість трафіку на сайти своїх клієнтів. Пошукова оптимізація охоплює як внутрішні чинники (особливості структури самого сайта) та фактори оптимізації Off Page (наприклад, анкори гіперпосилань та PageRank). Загальна ідея полягає в тому, щоб впливати на алгоритм відповідності Google, включивши ключові слова, націлені на різні місця «на сторінці», зокрема елемент заголовка та копію тіла сайту. Однак, занадто велика кількість ключових слів призводить до того, що сторінка виглядає підозріло до алгоритмів перевірки спаму Google.
Google опублікувала інструкції для власників вебсайтів, які хотіли б підвищити свої рейтинги в пошуковику.

## Пошукові запити

### Синтаксис запитів
Інтерфейс Google містить досить складну мову запитів, що дозволяє обмежити область пошуку окремими доменами, мовами, типами файлів і т. д. Наприклад, пошук «intitle:Google site:wikipedia.org » виведе всі статті Вікіпедії всіма мовами, у заголовку яких зустрічається слово Google.
Пошукова система Google зазвичай приймає запити як простий текст і розбиває запит користувача на послідовні пошукові терміни, які, як правило, є словами, що мають відображатися в результатах, одночасно можна використовувати логічні оператори, такі як цитати (знак ") для пошуку конкретної фрази, знаки типу «+», «-» означають відповідно «додати фразу до пошуку» або «виключити фразу чи слово з пошуку» («+» більше недійсний, видалено з Google 19 жовтня 2011 р.).

#### Уточнення пошукових запитів
1. Пошук в соц. мережах: перед назвою соц. мережі ставиться знак @, наприклад, @twitter.
2. Пошук цін: перед сумою ставиться знак долара, приклад: відеокамера $300.
3. Пошук по  хештег: перед словом символ #. Приклад: #деньнезалежності.
4. Виняток результатів пошуку із зазначеними ключовими словами: ягуар швидкість -автомобіль.
5. Пошук точного слова або фрази: потрібно помістити слово або фразу в лапки, наприклад, "найбагатша людина в світі".
6. Пошук за запитами з відсутніми словами у фразі: замість слова потрібно вставити знак «*». Приклад: сім * відміряй.
7. Пошук в рамках певного діапазону: між числами ставиться дві точки «..». Приклад: автомобіль $4000..$5000.
8. Пошук відразу по двох ключових запитах: між запитами пишеться «OR». Приклад: вибори OR вибори в Україні.
9. Пошук конкретного сайту сайту: пишеться "site:" перед адресою сайту або назвою домену. Приклад: site:facebook.com або site:.gov.
10. Пошук сайтів зі схожою змістом: потрібно ввести "related:" перед вебадресою. Приклад: related:wikipedia.org.
11. Пошук даних про сайти: потрібно ввести "info:" перед вебадресою сайту. Приклад: info:wikipedia.org.
12. Пошук кеш версії сайту: "cache:" + назва сайту. Приклад: cache:cnn.com[27]. З 1 лютого 2024 року, за повідомленням ресурсу Search Engine Land, одна з найдавніших функцій пошукової системи Google, а саме посилання на кешовані сторінки, припинена. Дане рішення було прийнято через поліпшення надійності інтернету та зменшення потреби в перегляді застарілих версій сайтів[28][29].

Однак існуюча потужна мова запитів у руках хакерів може бути використана для дослідження вебсайтів на уразливість.

### Пошук у знайденому
Для результатів пошуку Google раніше надавав можливість повторного пошуку, що дозволяло проводити пошук більш детально. Для детальнішого пошуку користувачем необхідно було вказувати додаткові параметри, за якими відбувався відбір результатів, що дозволяло відразу відобразити не тільки запит, але й контекст, де він застосовується. Дана можливість спрощувала процедуру пошуку, виключивши необхідність у відкритті кожного результату.

### Вікіпошук
Пошукова технологія, що дозволяє користувачеві налаштовувати результати видачі за пошуковими запитами. Користувач може видаляти результати зі списку і піднімати вгору списку. Технологія була запущена компанією Google навесні 2009 року і пропрацювала до осені. На 4 травня 2010 року, у налаштуваннях пошуку залишилася настройка для включення «Вікіпошуку», але у видачі відповідні елементи управління відсутні. Інші пошукові системи подібної функціональності поки не надавали.

### Голосовий пошук
22 вересня 2010 компанія запустила голосовий пошук у Росії. Щоб здійснити пошук, необхідно натиснути на телефоні кнопку поряд з рядком пошуку і вимовити свій запит, телефон відправить ваш голос на сервер, і браузер видасть рядок із розпізнаним вашим запитом і результатами пошуку по ньому.

### Пошук зображеннями
Пошукова система Google надає можливість здійснювати пошук в Інтернеті, використовуючи графічні зображення як запити. Пошук виконується через сторінку images.google.com, для початку пошуку потрібно за допомогою миші перетягнути картинку в вікно пошуку, завантажити файл, вставити посилання на зображення в рядок пошуку або натиснути на картинку правою кнопкою миші і вибрати «Пошук по картинці» (для останнього варіанти потрібно спеціальний додаток для Google Chrome або Firefox).

### Універсальний пошук
Компанія Google запустила універсальний пошук 16 травня 2007 р. Суть ідеї об'єднати результати різних пошуків в один. Універсальний пошук включає в себе різноманітну інформацію, таку як вебсайти, новини, картинки, карти, блоги, відео та інше. Марісса Майєр, директорка з розробки пошукових програм, описала ціль універсального пошуку наступним чином: «Завдяки універсальному пошуку ми намагаємося зруйнувати стіни, які традиційно відокремлювали результати пошуку від величезної кількості інформації, доступної в Інтернеті, й об'єднати всі дані в один простий набір результатів пошуку … Ми хочемо допомогти вам знайти найкращу відповідь, навіть якщо ви не знаєте, де шукати».

### Google Doodle
З нагоди свята чи круглої дати якої-небудь широко відомої особистості стандартний логотип Google у деяких або, рідше, у всіх регіональних доменів може змінюватися на святковий, має певну тематику, зміст, але у стилі Google (англ. Holiday and Events - Google style!). Наприклад, з нагоди дня народження Наполеона Орди 11 лютого 2010 року на логотипі білоруського домену Google з'явилися акварелі цього відомого художника, 6 липня вітали зі 121-річчям Марка Шагала (логотип був у вигляді колажу з фрагментів його робіт). 
22 березня 2011 року, після десятирічного очікування, Google виграв патент на «Google Doodle».
Інтерактивні:
- Гра Pac-Man (включення/вимикання звуку, керування пересуванням мишкою або клавішами зі стрілками клавіатури)[37].
- 9 червня 2011 — логотип, присвячений 96-й річниці з дня народження Леса Пола[38]. Лого надає можливість генерувати звуки (із зображенням коливної гітарної струни), записувати і програвати мелодії[39], передавати записане (як URL)[40].
- 15 червня — інтерактивний логотип, який демонструє (з можливістю прокрутки) фази місячного затемнення.
- 5 вересня — логотип до дня народження Фредді Меркюрі, у якому показано мульткліп, створений компанією Google на пісню Don't Stop Me Now групи Queen.
- 23 листопада — до 60-річчя першої публікації Станіслава Лема (за мотивами ілюстрацій польського художника Даніеля Мроз до Кіберіада[41]).
- 31 жовтня — на честь свята Хеллоуїн. У прискореному темпі на відео показано, як група співробітників Google вирізає логотип компанії з 6 великих оранжевих гарбузів[42].
- 9 квітня 2012 — до 182-річчя від дня народження Едварда Мейбріджа. Логотип являє з себе 21 сектор різного кольору, у кожному з яких біжить скаковий кінь.
- 23 квітня — до 99-річчя від дня одержання Гідеоном Сундбеком патенту на застібку-блискавку.
- 1 червня — на честь Міжнародного дня захисту дітей.
- Під час XXX літніх олімпійських ігор кожен день з'являвся логотип з новим видом спорту.
- 15 жовтня — до 107-річчя з дня створення коміксу «Маленький Німо у країні снів».
- 7 лютого 2014 — до відкриття ХХІІ Олімпійських ігор в Сочі — на фоні прапора ЛГБТ зображені піктограми шести зимових олімпійських видів спорту.

### Кнопка «Мені пощастить»
Домашня сторінка Google містить кнопку з назвою «Мені пощастить». До 2012 року, коли користувач вводив пошуковий запит і натискав на кнопку, користувач переходив безпосередньо до першого результату пошуку, обійшовши сторінку результатів пошукової системи. Ідея полягала в тому, що якщо користувачеві «пощастить», пошуковий механізм знайде ідеальну сторінку з першого разу, минаючи сторінку результатів пошуку. Згідно з дослідженням Тоба Чавеса з «Rapt», ця функція коштувала Google 110 мільйонів доларів на рік, оскільки таким чином користувачі обходять всю рекламу.

### About This Image
Наприкінці жовтня 2023 року, в пошуковику Google з’явився новий інструмент About This Image, який дозволяє дізнатися про подробиці походження зображень прямо у вікні пошукової видачі. Він позиціюється як засіб боротьби з неправдивою інформацією, яка в останній час часто з’являється в Інтернеті. Новий інструмент надає різні подробиці про знайдену картинку: її першоджерело, метадані (за їх наявності) і вказівку на те, чи була вона створена за допомогою генеративного ШІ. Для перегляді цієї інформації, однак спочатку така можливість надана тільки в англомовних регіонах, достатньо вибрати пункт About This Image у «триточковому» меню пошуковика.

## Спеціальні функції
Окрім головної функції пошукового механізму пошуку тексту, у Пошуку Google при пошуку є понад 22 «спеціальні функції» (активовані за допомогою введення спеціальних спускових слів) під час пошуку.
- Погода — прогноз погоди, погодні умови, температура, вітер, вологість, для багатьох міст можна переглянути, набравши «weather» + назва міста або штату, поштовий індекс США.
- Ціни акцій — дані ринку для конкретної компанії або фонду можна переглянути, набравши символ (або «stock»), наприклад: CSCO; MSFT; IBM акції; F stock і так далі. Результати показують зміни по дням, 5-річний графік тощо. Це не спрацьовує для багатьох назв та імен.
- Час — поточний час у багатьох містах (по всьому світі) можна переглянути, набравши «час» та назву міста (наприклад, час Каїра, час Пратт, К. С.).
- Таймер — встановити зворотний відлік (для використання функції може знадобитися вхід до системи Google).
- Спортивні результати. Бали та графіки для спортивних команд можуть відображатися, при запиті назви команди або назви ліги у вікні пошуку.
- Конверсія одиниці — одиниці вимірювання можна перетворювати, вводячи, наприклад 10.5 cm in inches, або 90 km in miles (українською не працює)
- Конвертація валюти — можна вибрати конвертер валюти, набравши назви або валютні коди (перелічені за ISO 4217): 6789 Euro in USD; 150 GBP in USD; 5000 Yen in USD (не працює українською).
- Калькулятор — результати розрахунку можна визначити, шляхом введення формули, цифри або слова, наприклад: 6 * 77 + pi + sqrt (e ^ 3) / 888 plus 0,45. Результати пошуку для формули відображаються після результату розрахунку. Каретка «^» піднімає число до потужності експонента, а відсотки вираховуються через запит (наприклад): «40 % of 300». Після конвенції, використовуваної в дискретній математиці, калькулятор Google оцінює 0 ^ 0 до 1. Калькулятор також має функції конвертації одиниць вимірювання та конвертації валют.
- У червні 2017 року Google розширив свої результати пошуку, щоб охопити доступні списки вакансій. Дані агрегуються з різних основних рекламних ресурсів та збираються шляхом аналізу домашніх сторінок компанії. Наразі функція доступна лише англійською мовою[48][49][50].
- Нотатки («Notes») — це коментарі звичайних користувачів для того чи іншого результату пошукової видачі[51].

## To google
Через популярність пошукової системи в англійській мові з'явився неологізм to google або to Google (аналог в українському комп'ютерному сленгу — гуглити), що використовується для позначення пошуку інформації в Інтернеті за допомогою Google. Саме з таким визначенням дієслово занесене у найбільш авторитетні словники англійської мови — Оксфордський словник англійської мови і Merriam-Webster, хоча в інших джерелах наводяться приклади його використання для позначення пошуку взагалі чого-небудь в Інтернеті.
Першим, хто використав слово як дієслово, був сам Леррі Пейдж, 8 липня 1998 року який підписав одне з своїх повідомлень для списку розсилки: «Have fun and keep googling!» Американське діалектичне співтовариство назвало дієслово «to google» словом десятиліття.
Побоюючись можливої втрати товарного знака, Google не схвалює використання дієслова google, особливо коли мається на увазі пошук в Інтернеті взагалі. Наприклад, 23 лютого 2003 року компанія направила лист. «Припинити і утримуватися» (англ. cease and desist) Полу МакФедрісу, засновнику Word Spy — сайту, що відслідковує неологізми. Також, у своїй статті у «Вашингтон пост», Френк Аренс обговорював лист, отриманий від юристів Google, що ілюстрував «правильне» і «неправильне» вживання дієслова google. У відповіді на цю статтю лексикографи словника Merriam-Webster помітили, що записали дієслово to google з малої літери, але для позначення пошукової системи Google вжили велику букву (англ. to use the Google search engine to seek online information — користуватися Google для пошуку інформації в Інтернеті), втім, редактори оксфордського словника не стали зберігати обидві «версії» для історії. У 2006 році Google випустив публічну заяву з вимогою «використати слова, утворені від Google, тільки коли мова йде про Google Inc або про його сервіси».

## Цікаві факти
Згідно повідомлення видання Bloomberg від 27 жовтня 2023 року з посиланням на представника Google, який виступив у суді під час антимонопольного процесу між Мін'юстом США і компанією, корпорація Google у 2021 році заплатила розробникам популярних браузерів $26 млрд за те, щоб бути в них "пошуковиком" за замовчуванням. 